# Pierre Bonnier
Pour les articles homonymes, voir Bonnier.
Pierre Bonnier, né le 16 août 1861 à Templeuve (Nord, France) et mort le 22 mars 1918 à Paris, est un neurologue, psychiatre et otologue français, également engagé en faveur du socialisme et d'une version du féminisme qu'il nomme le « sexualisme ». Pour défendre son positions politiques, il lui arrive d'utiliser le pseudonyme de « Docteur Z »
Dans le domaine médical, Pierre Bonnier est notamment connu pour sa description du syndrome du noyau Deiters en 1903. Il a également proposé  en 1905 le terme d’aschématie pour le trouble de la cénesthésiopathie décrite par Gaston Deny et Paul Camus.

## Biographie
Charles et Pierre Bonnier fréquentent les milieux artistiques parisiens, notamment Stéphane Mallarmé et le milieu wagnérien. Ils collaborent tous deux à la Revue wagnérienne, qui parait entre 1885 et 1888.

### Carrière médicale
Docteur en médecine en 1890, Pierre Bonnier fut nommé la même année médecin consultant pour les maladies de l’oreille, du nez et de la gorge à l’Hôpital Cochin. Il devint ensuite assistant à la clinique médicale de l’Hôtel-Dieu en 1897.
En 1903, il décrit le syndrome du noyau Deiters plus connu sous le nom de  syndrome de Bonnier.
Lauréat de la Faculté de Médecine, de l’Académie de médecine et de l’Académie des sciences, Bonnier est membre de la Société de biologie (1897) et devint président de la Société d’otologie et de laryngologie de Paris (1901), membre de l’Institut psychologique (1902) et de la Société de neurologie (1903). Il devient président de la Société d'otologie de Paris.
Il est également à l'origine du terme d’aschématie pour le trouble de la cénesthésiopathie, dont il proposa le nom en 1905,,.
Ses derniers ouvrages, Action directe sur les centres nerveux (1913) et Défense organique et centres nerveux (1914), synthétisent un travail entamé en 1906. Pierre Bonnier pense pouvoir affirmer que la stimulation du nerf trijumeau permettrait d'intervenir dans un certain nombre de situations pathologiques, et espère fonder sur cette base une « centrothérapie ». Mais ses recherches reçoivent, depuis les premières publications en 1908, un accueil très défavorable au sein de la communauté scientifique, et Pierre Bonnier doit reconnaitre en 1916 que c'est « en vain » qu'il cherche « à faire adopter » son hypothèse. La Presse médicale lui ferme notamment ses colonnes, et une proposition de présentation se trouve refusée par le comité organisateur du Congrès international de médecine de Londres de 1913. Pierre Bonnier décède en 1918, et dans la préface à une réédition posthume de Défense organique et centres nerveux, en 1923, sa veuve constate à regret que « la théorie resta lettre morte pour les praticiens, spécialistes ou non », ce qui ne l'empêche pas elle-même de continuer à défendre « la valeur de la centrothérapie en tant que méthode ».

### Engagement politique
Encore étudiant, Pierre Bonnier assiste avec son frère Charles à une conférence des théoriciens du socialisme Paul Lafargue et Gabriel Deville. Autour de l'hiver 1884-1885, il fait la rencontre de Lafargue, ainsi que de Jules Guesde à l'occasion d'un concert d'étudiants russes.
Pierre Bonnier s'engage par la suite au sein du Parti ouvrier français (POF). Son frère Charles défend en son nom deux motions au congrès national de Romilly-sur-Seine, en 1895, l'une en défense des enfants naturels et des droits des femmes et l'autre en faveur d'un monopole étatique sur les produits pharmaceutiques. Pierre Bonnier est lui-même délégué aux congrès nationaux de 1897 et 1900, organisés à Paris.
La spécificité du parcours militant de Bonnier est son engagement intellectuel en faveur d'un projet d'émancipation des femmes qu'il nomme le « sexualisme ». Il publie notamment à ce sujet Socialisme et sexualisme, ouvrage de 1893 préfacé par Aline Valette, réédité en deux volumes en 1914.
Pierre Bonnier signe parfois du pseudonyme de « Docteur Z » ses contributions à la revue Le Socialiste, revue du POF.

### Famille
Pierre Bonnier a trois frères : Louis, Jules, et Charles Bonnier. 
Comme son frère Charles, Pierre était socialiste mais les deux frères étaient d'avis différents en ce qui concerne l’affaire Dreyfus. Pierre était dreyfusard, contrairement à Charles qui suivit le chemin de Jules Guesde.
Marié à Esfer Cherchevsky, il en a trois enfants, dont l'ingénieur et résistant Claude Bonnier, mort pour la France.

## Son œuvre
- Socialisme et sexualisme : Programme du parti socialiste féminin, Typographie A.-M. Beaudelot (1893), texte téléchargeable
  - Réédition en 1914 sous le titre Sexualisme, M. Giard et É. Brière
- Syndrome de Ménière, agoraphobie, signe de Romberg dans la maladie de Bright (1893), Lescronier et Babé, texte téléchargeable
- Vertige (1894), Rueff
  - Réédition en 1904 sous le titre Le Vertige. Éd. Masson et Cie, texte téléchargeable
- L'Audition (1901), O. Doin
- Les Théories actuelles de l'audition (1906), Deslis Frères
- Le Chant et les enfants (1907)
- La Voix professionnelle, leçons pratiques de physiologie appliquée aux carrières vocales (enseignement public, barreau, théâtre), cours du théâtre Réjane (1907-1908) (1908), Larousse
- L'action directe sur les centres nerveux : Centrothérapie (1913), Librairie Félix Alcan, texte téléchargeable
- L'Oreille et la musique (1913)
- Le Sens des attitudes (1904), C. Naud, texte téléchargeable
- La Voix, sa culture physiologique (théorie nouvelle de la phonation). Conférences faites au Conservatoire de musique de Paris en 1906, Éd. Félix Alcan, 1906 (3e édition revue, coll. «Nouvelle collection scientifique», 1910)
- Défense organique et centres nerveux, éd. E. Flammarion, Bibliothèque de philosophie scientifique (1914)